# The Tracker (téléfilm)
Pour les articles homonymes, voir The Tracker.
The Tracker, ou Le traqueur au Québec, est un téléfilm canadien réalisé par Jeff Schechter (en), diffusé en 2000.

## Synopsis
Connor Spears, un détective privé de Los Angeles, reçoit la visite d'un vieil ami, dont la sœur, Kim, son ancienne petite amie, mariée à un membre des triades chinoises, vient d'être enlevée à New York par des criminels de la mafia russe...

## Distribution
Légende : VQ = Version Québécoise
- Casper Van Dien (VQ : Martin Watier) : Connor Spears
- Françoise Robertson (VQ : Violette Chauveau) : Carmen Bavelah
- Russell Wong (VQ : Daniel Picard) : Rick Tsung
- Jason Blicker (VQ : François Sasseville) : Jack Cicollini
- Lexa Doig (VQ : Camille Cyr-Desmarais) : Kim Chang
- Brett Watson (VQ : Jacques Lussier) : Daniel Malakov
- George Chiang (VQ : Martin Watier) : Paul Chang
- Alan Fawcett (VQ : Hubert Gagnon) : Détective Walter Jensen